# Efeito estufa

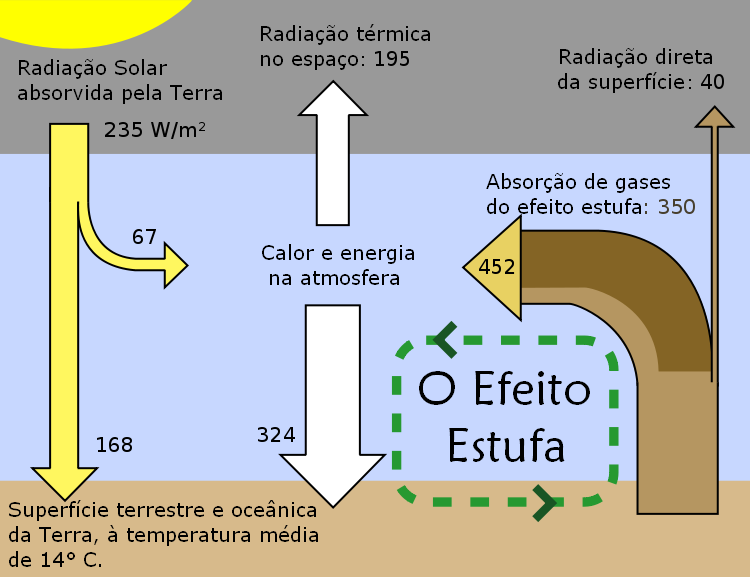
Uma representação esquemática das trocas de energia entre o espaço sideral, a atmosfera e a superfície da Terra. A capacidade da atmosfera terrestre para captar e reciclar energia emitida pela superfície do planeta é a característica do efeito de estufa.

O efeito estufa (português brasileiro) ou efeito de estufa (português europeu) é um processo físico que ocorre quando uma parte da radiação infravermelha (percebida como calor) é emitida pela superfície terrestre e absorvida por determinados gases presentes na atmosfera, os chamados gases do efeito estufa ou gases estufa. Como consequência disso, parte do calor é irradiado de volta para a superfície, não sendo libertado para o espaço. O efeito estufa dentro de uma determinada faixa é de vital importância pois, sem ele, a vida como a conhecemos não poderia existir. Serve para manter o planeta aquecido e, assim, garantir a manutenção da vida.
Atividades humanas como a queima de combustíveis fósseis, o emprego de certos fertilizantes, o desmatamento e o grande desperdício contemporâneo de alimentos, que têm entre seus resultados a elevação nos níveis atmosféricos de gases estufa, vêm intensificando de maneira importante o efeito estufa e desestabilizando o equilíbrio energético no planeta, produzindo um fenômeno conhecido como aquecimento global.
Os pesquisadores do IPCC (Painel Intergovernamental para as Mudanças Climáticas), estabelecido pela Organização das Nações Unidas e pela Organização Meteorológica Mundial, que representam em seu conjunto a maior autoridade internacional sobre este tema, no seu Quinto Relatório, publicado em 2014, afirmam que estas emissões devem parar de crescer em cinco anos (até 2019), serem reduzidas em 70% até 2050 e reduzidas a zero até 2100, a fim de que os efeitos dessa intensificação não produzam consequências catastróficas para a preservação dos sistemas vitais do planeta, com repercussão direta sobre a sociedade humana.

## Definição e mecanismo
Por efeito estufa entende-se a retenção pela atmosfera de radiação emitida pela superfície terrestre, impedindo-a de ser liberada para o espaço. A origem primária desta radiação é o Sol, que continuamente emite para o espaço imensas quantidades de radiação em vários comprimentos de onda, incluindo a luz visível, mas também comprimentos não observáveis pelo ser humano sem a ajuda de instrumentos, como o ultravioleta. Cerca de um terço da radiação que atinge a Terra proveniente do Sol é refletida de volta para o espaço assim que alcança a atmosfera, mas dois terços penetram na atmosfera e chegam à superfície terrestre (continentes e oceanos). Por isso, a superfície é aquecida. Uma pequena parte dessa radiação que chega do Sol também aquece diretamente a atmosfera.
A fim de que o seu equilíbrio energético seja mantido, a Terra deve irradiar de volta para o espaço muito da energia que chega à superfície. Porém, a radiação que devolve ao espaço está em comprimentos de onda diferentes, e é principalmente composta de radiação térmica, que está na faixa do infravermelho. A radiação que os oceanos e as massas continentais devolveriam ao espaço, contudo, em parte fica retida pela própria atmosfera, mecanismo ao qual se dá o nome de efeito estufa. Este efeito mantém a temperatura da Terra em níveis estáveis e é natural e necessário para a manutenção da vida sobre o planeta. Se o efeito estufa não existisse, a Terra seria cerca de 30 °C mais fria do que é hoje. Provavelmente ainda poderia abrigar vida, mas ela seria muito diferente da que conhecemos e o planeta seria um lugar bastante hostil para a espécie humana viver.
Ao contrário do significado literal da expressão "efeito estufa", a atmosfera terrestre não se comporta como uma estufa (ou como um cobertor). Numa estufa, o aquecimento dá-se essencialmente porque a convecção é suprimida, ou seja, não há troca de ar entre o interior e o exterior. Embora a temperatura aumente em ambos os casos, os processos físicos são bastante distintos.

### Os gases do efeito estufa
Nem todos os gases presentes na atmosfera produzem o efeito estufa. O  nitrogênio e o oxigênio, que são largamente preponderantes, correspondendo respectivamente a 78% e 21% do ar seco, praticamente não têm ação neste mecanismo. Ele se deve à ação de outros, muito menos comuns e de moléculas mais complexas, que não obstante produzem reações em larga escala.
Os principais gases produtores do efeito estufa (abreviadamente, gases estufa) são o vapor d'água (H2O) e o gás carbônico (dióxido de carbono ou CO2). O metano (CH4), o óxido nitroso (N2O), o ozônio (O3), os vários clorofluorocarbonetos e diversos outros, presentes em pequenas quantidades, também contribuem para a produção do efeito. Eles têm as propriedades de serem transparentes à radiação na faixa da luz visível, mas são retentores de radiação térmica. Grande parte da absorção da radiação terrestre acontece próximo à superfície, isto é, nas partes inferiores da atmosfera, onde ela é mais densa, pois em maiores altitudes a atmosfera é rarefeita demais para ter um papel importante como absorvedor de radiação. O vapor d'água, que é o mais poderoso dos gases estufa, também está presente nas partes inferiores da atmosfera, e desta forma a maior parte da absorção da radiação se dá na sua base.
Apesar de em proporções absolutas o vapor d'água e o gás carbônico serem os mais efetivos, por existirem em maiores quantidades, a potência desses gases, comparada individualmente, é muito distinta. O metano, por exemplo, é cerca de 20 vezes mais potente que o gás carbônico. Ele tem várias origens, entre elas a decomposição do lixo orgânico, o derretimento do solo permafrost, a camada de solo congelado das regiões frias, onde originalmente ficava estocado na matéria orgânica inerte, e a flatulência dos ovinos e bovinos, sendo que a pecuária representa 16% das emissões mundiais dos gases do efeito estufa.

## O efeito estufa e o aquecimento global

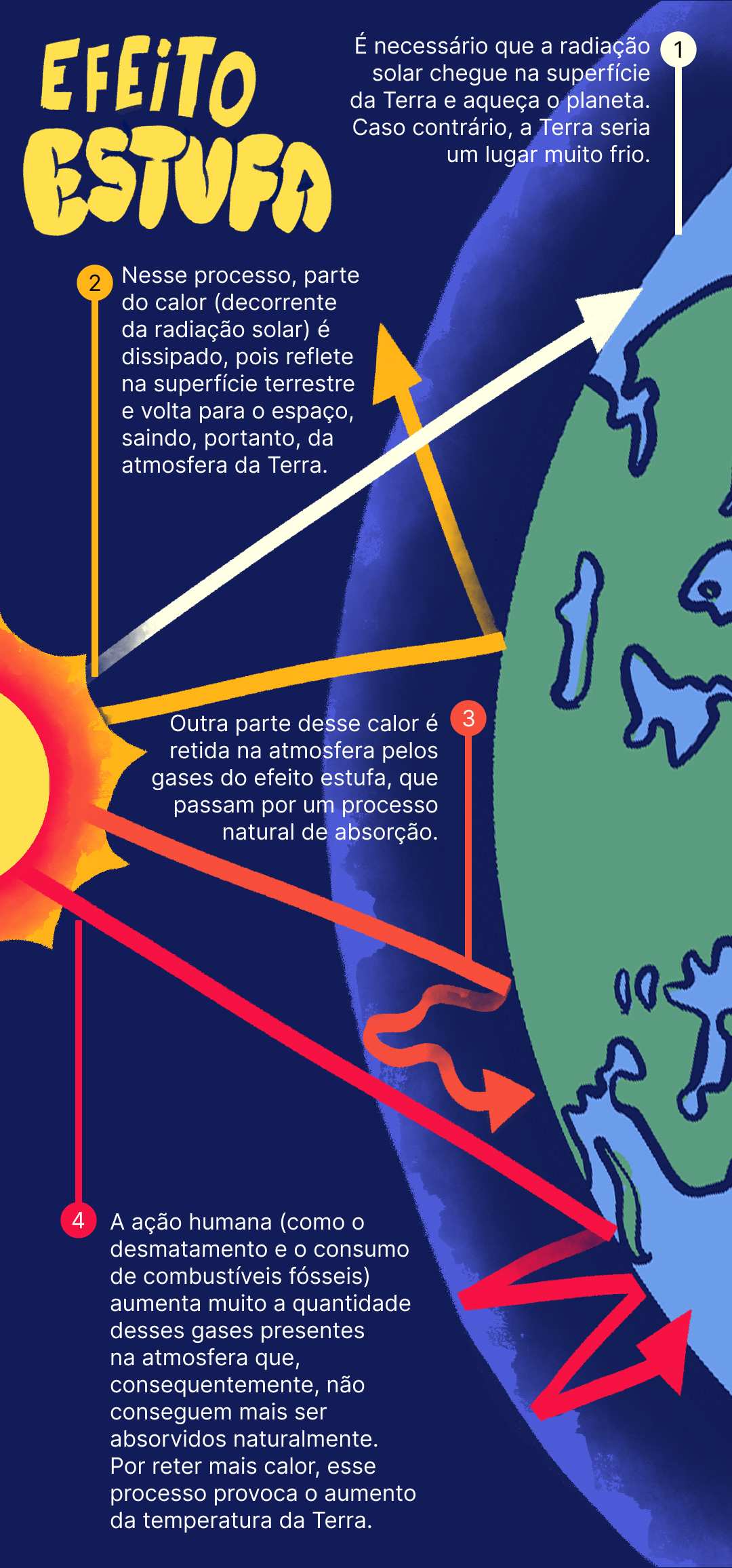
O mecanismo do efeito estufa.

Embora o efeito estufa seja um mecanismo natural e necessário à vida, em tempos recentes ele tem sido desequilibrado pelo homem, o que tem provocado graves consequências daninhas para o equilíbrio dos ecossistemas e, por extensão, para a sociedade humana. Este desequilíbrio se deve ao aumento da concentração de gases estufa na atmosfera, sendo produzidos continuamente em grandes quantidades por certas atividades humanas. Em virtude dessa concentração aumentada, a temperatura terrestre tem se elevado, fenômeno conhecido como aquecimento global.

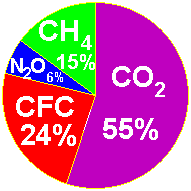
Influência de cada gás no agravamento do efeito estufa.

A implicação do homem no aumento recente da concentração dos gases estufa tem sido documentada por múltiplas fontes de alto nível e atualmente é considerada indiscutível pelo consenso esmagador dos melhores cientistas em atividade. As poucas vozes em contrário que ainda são ouvidas em geral estão de várias maneiras comprometidas com grandes conglomerados empresariais e grupos de lobby político e não são, portanto, confiáveis. Não obstante, devido ao grande poder econômico e político que as sustenta, elas conseguem atingir e influenciar uma 
vasta população. De fato, muitas já foram as denúncias de que tais grupos empreendem campanhas milionárias de propaganda enganosa com o objetivo de confundir deliberadamente o público, impedindo-o de conhecer o assunto com bases sólidas e de agir coerentemente em resposta.

Aquela conclusão a respeito da causa humana foi o resultado da atividade do Intergovernmental Panel on Climate Change - IPCC (Painel Intergovernamental sobre as Mudanças Climáticas), uma cooperação entre a Organização Meteorológica Mundial e o Programa das Nações Unidas para o Meio Ambiente, reunindo dados de milhares de cientistas das mais destacadas instituições de pesquisa do mundo. O IPCC desde 1990 produziu cinco grandes relatórios sobre o aquecimento global, que representam o estado da arte sobre esta questão, oferecendo um panorama completo do fenômeno, suas causas, efeitos e maneiras de enfrentá-lo, recebendo o Prêmio Nobel da Paz pelo seu relevante trabalho em benefício da sociedade mundial. De acordo com o IPCC, também é inequívoca a elevação da temperatura terrestre no último século em virtude do aumento da concentração desses gases. Entre 1880 e 2012 a temperatura média da Terra subiu 0,85 °C, com uma faixa de variação de 0,65 °C a 1,06 °C. As conclusões do IPCC foram apoiadas pelas maiores organizações e academias científicas do mundo, e não existe autoridade maior do que a sua neste campo de estudo.

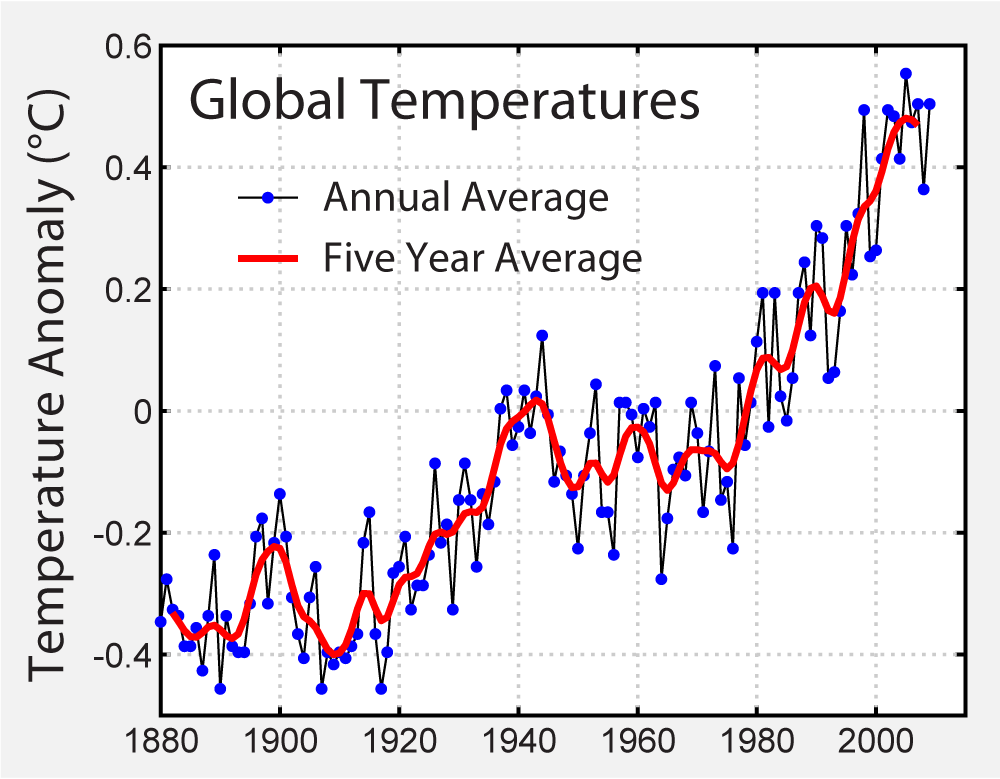
Variação de temperatura na Terra de 1860 até 2004.

Várias atividades humanas estão envolvidas no incremento da concentração dos gases estufa. As principais são a queima de combustíveis fósseis e os processos industriais, que emitem grandes quantidades de gás carbônico na atmosfera, o principal componente de origem humana em todo este problema, além emitirem diversos outros poluentes. Nos últimos 800 mil anos a concentração de CO2 atmosférico manteve-se relativamente estável, variando de 170 a 300 ppm (partes por milhão). Contudo, a Revolução Industrial, iniciada em meados do século XVIII, fez uso intensivo do carvão mineral, e no século XX a exploração do petróleo, gás natural e outros combustíveis fósseis deu maciça contribuição adicional, fazendo com que a concentração atmosférica se elevasse aproximadamente 35%, ultrapassando as 400 ppm em 2013, os níveis mais elevados nos últimos 800 mil anos. Mudanças no uso da terra e o desperdício de alimentos também têm emitido significativas quantidades de gás carbônico.

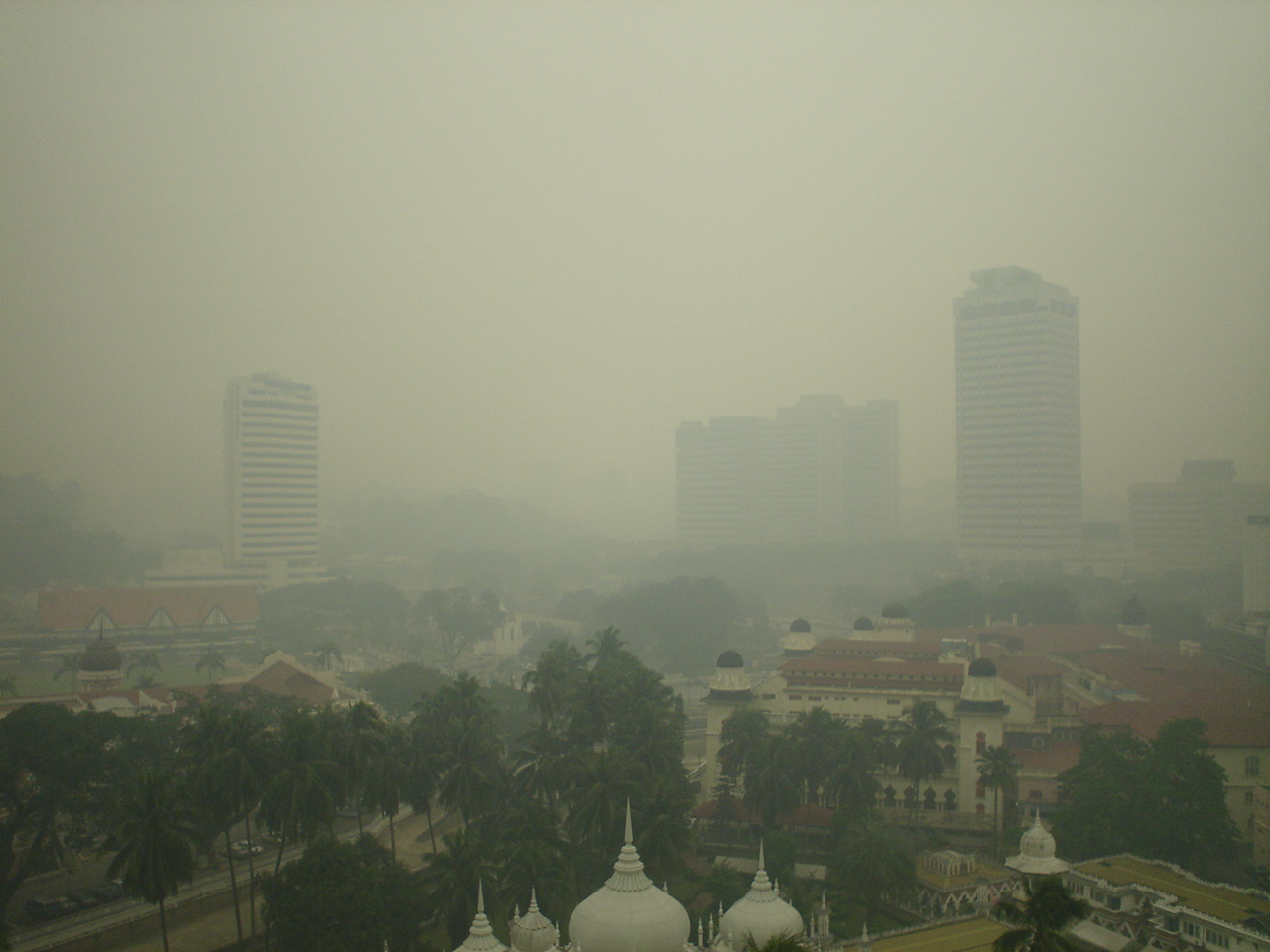
Nuvem de poluição sobre Kuala Lumpur. Além de causarem a maior parte do aquecimento global, as emissões gasosas derivadas da combustão de combustíveis fósseis, usados por exemplo em automóveis, indústrias e usinas termoelétricas, são uma das maiores causas da poluição atmosférica.

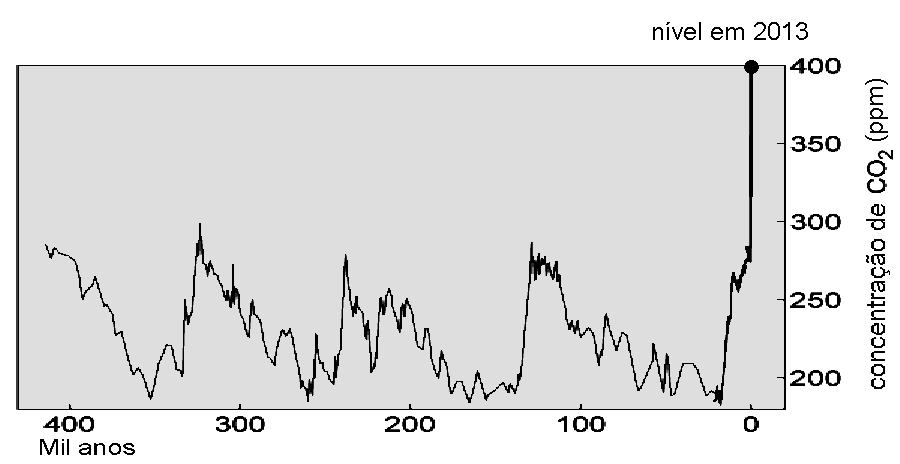
Varição da concentração atmosférica de CO_{2} nos últimos 400 mil anos. Note-se o aumento exponencial na concentração em tempos recentes.

A elevação do metano se origina no uso de combustíveis fósseis, na agricultura, no desperdício de alimentos e na decomposição do lixo orgânico, tendo passado de aproximadamente 722 ppb (partes por bilhão) pré-industrial para 1893-1762 ppb em 2014. O papel do metano vem sendo reavaliado, e prevê-se que ele aumente muito sua contribuição para o efeito estufa à medida que derrete o solo permafrost das regiões frias, que armazenam um vasto estoque potencial deste gás na matéria orgânica congelada; em condições normais a matéria orgânica permanece em estado inerte, mas quando o solo derrete, os materiais se decompõem e o gás é liberado. A elevação do óxido nitroso se deve principalmente ao uso de fertilizantes, variando de 270 pré-industrial para cerca de 325 ppb em 2005. Os níveis de ozônio aumentaram de 237 para 337 ppb no mesmo período. Todos os clorofluorocarbonetos, inexistentes no período pré-industrial, se elevaram também, a exemplo do CFC-11 (CCl3F), que chegou a 236-234 ppb em 2014, e o CFC-12 (CCl2F2), que atingiu as 527 ppb na mesma data.

### Consequências

#### Biodiversidade
São múltiplas as consequências da intensificação do efeito estufa para a vida na Terra e para o homem e sua sociedade, e em sua vasta maioria, negativas, com repercussões biológicas, sociais, culturais e econômicas de larga escala. As espécies que florescem hoje no mundo dependem de condições climáticas razoavelmente estáveis para sobreviver. A rapidez com que a elevação recente da temperatura média mundial vem ocorrendo impede que as espécies se adaptem a tempo, necessariamente gerando impacto negativo sobre o equilíbrio ecológico, desestruturando as cadeias alimentares, interferindo no balanço químico e energético das comunidades vivas, provocando sua redistribuição geográfica, favorecendo a proliferação de espécies invasivas e de muitas outras formas, fazendo com que numerosas espécies sofram pronunciado declínio populacional ou mesmo cheguem à extinção. Essas interferências podem ser graves ao ponto de causar o colapso irreversível de ecossistemas inteiros, como já foi observado em vários casos. Projeções da União Internacional para a Conservação da Natureza e dos Recursos Naturais indicam que um aquecimento mundial acima de 3,5 °C causará um empobrecimento generalizado na biodiversidade terrestre, com uma extinção provável de até 70% de todas as espécies conhecidas. O IPCC indicou que esta é uma possibilidade real, prevista em alguns dos modelos utilizados, embora as projeções mais consensuais apontem para uma elevação de pouco mais de 2 °C até o ano de 2100. Mesmo assim, esta elevação deverá causar efeitos de grande monta em todo o planeta.

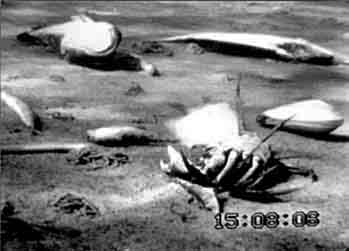
Animais mortos por hipóxia no fundo do oceano.

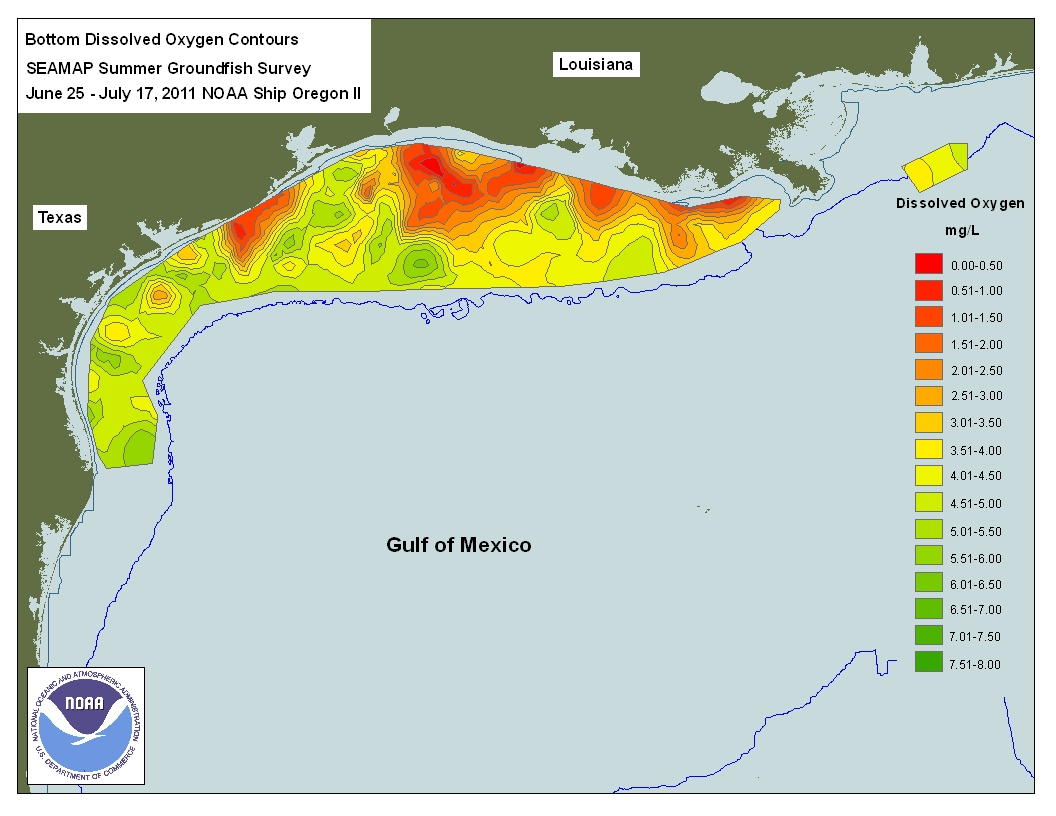
A zona morta do Golfo do México, uma das maiores do mundo.

Os gases atmosféricos estão em constante estado de troca dinâmica com os gases dissolvidos nas águas do mundo. O gás carbônico em particular tem a propriedade da provocar a acidificação da água, e a elevação de sua concentração no ar por consequência direta tem causado o aumento da acidez dos oceanos e outros corpos líquidos. O IPCC calcula que os oceanos absorveram cerca de 30% do gás carbônico emitido pelo homem para a atmosfera, e se acidificaram 26% a mais em relação ao seu estado pré-industrial. Cerca de metade desta acidificação ocorreu nos últimos 40 anos. Da mesma forma que as espécies terrestres precisam de condições estáveis para sua vida, o mesmo se dá no caso das aquáticas, e a acidificação tem gerado uma quantidade de efeitos indesejáveis. Animais que possuem esqueletos e carapaças calcárias, como os corais, moluscos e esponjas, são os mais profundamente afetados, sofrendo com a dissolução ou enfraquecimento das suas estruturas corporais. Ao mesmo tempo, o aumento da concentração do gás na água automaticamente diminui a quantidade de oxigênio, um gás vital, causando morte por hipóxia (desoxigenação), alterações em seu metabolismo e no seu comportamento, surgimento de doenças e redução no crescimento, entre outros efeitos, que conduzem por fim igualmente ao declínio ou extinção das populações. Esses impactos, somados à grande descarga de poluição de variadas naturezas nos oceanos de todo o mundo, mais a pesca excessiva e predatória, potencializam os efeitos desastrosos. Já existem mais de 400 zonas mortas em vários oceanos, onde a vida não consegue prosperar, devido a uma combinação de impactos produzidos pelo homem.
Por outro lado, a elevação da temperatura atmosférica faz com que a umidade do ar aumente, pois o ar quente tem maior capacidade de reter umidade do que o ar frio, e como o vapor d'água é o mais importante dos gases estufa, maiores concentrações de vapor no ar terão como resultado uma amplificação do efeito estufa. É importante compreender que os sistemas naturais estão todos intimamente inter-relacionados, e mudanças em um elemento inevitavelmente acarretam mudanças em uma série de outros em um efeito de cascata. Muitas delas são imprevisíveis e outras desencadeiam efeitos gigantescos para mudanças aparentemente insignificantes a uma apreciação superficial. O próprio aquecimento global é uma prova disso, pois a elevação de menos de um grau Celsius na média atmosférica desde o fim do século XIX, que para muitos pode parecer desprezível, está provocando o derretimento da maioria dos glaciares do mundo, perturbações climáticas importantes em todo o globo e a extinção de várias espécies, entre muitos outros efeitos.

#### Nível do mar

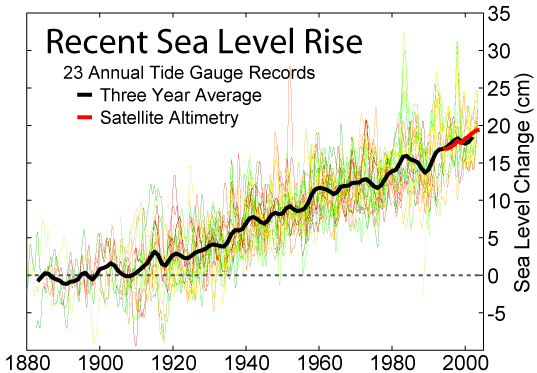
Elevação recente do nível médio dos oceanos.

O aquecimento atmosférico tem outro efeito sobre as águas: ele as aquece também, e por uma reação física os corpos aquecidos se expandem. Isso faz com que o nível dos oceanos esteja em elevação. Uma vez que grande parte da população mundial vive em zonas litorâneas ou ilhas, essa elevação irá causar o alagamento de vastas áreas habitadas, desencadeando uma série de efeitos colaterais, tais como forçando migrações em massa, prejudicando a economia e a segurança social, e exigindo o dispêndio de enormes recursos para compensar as zonas perdidas ou combater o avanço das águas. Este efeito tem sido ampliado pelo derretimento acelerado de todas as geleiras continentais do mundo e das capas de gelo das regiões polares, que contribuem despejando água adicional nos oceanos. As projeções do IPCC indicam uma elevação média do nível do mar de aproximadamente 40 a 60 cm até 2100, com uma faixa de variação de 26 a 98 cm, e é virtualmente certo que a elevação continuará depois de 2100.

#### Sociedade

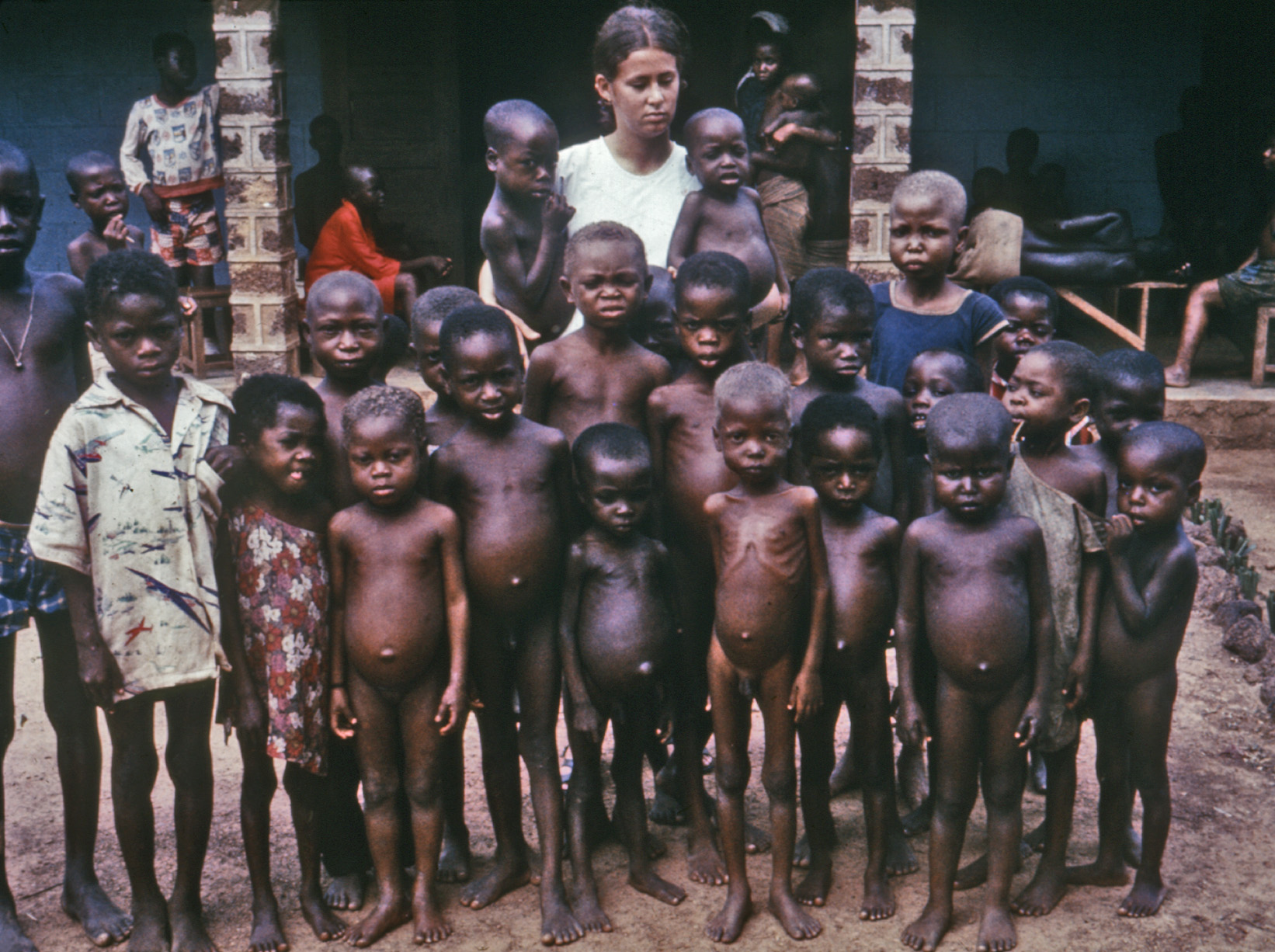
Crianças subnutridas em um orfanato da Nigéria na década de 1960. A fome, que sempre assombrou a humanidade, e que hoje ainda aflige mais de 800 milhões de pessoas, deve piorar se o aquecimento global não for combatido. O Programa das Nações Unidas para o Desenvolvimento publicou em 2013 seu Relatório de Desenvolvimento Humano prevendo que o aquecimento global em combinação a outros problemas ambientais jogará cerca de 3 bilhões de pessoas na pobreza extrema em 2050, um terço da população mundial projetada para aquela data, se as tendências continuarem inalteradas.

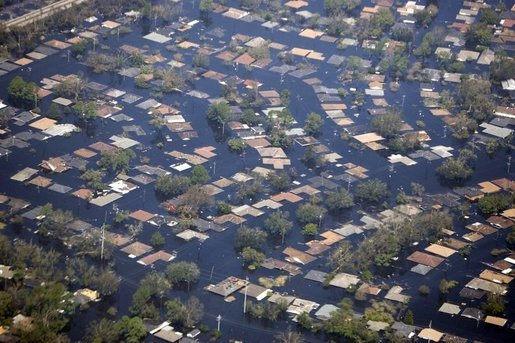
Bairro de New Orleans, nos Estados Unidos, com casas com água até o teto após a passagem do furacão Katrina. Eventos desastrosos como este estão com tendência de aumentar em número e potência em virtude do efeito estufa amplificado.

Como o ser humano depende largamente da natureza para sua própria sobrevivência, os impactos negativos do efeito estufa amplificado necessariamente afetarão a vida humana, como já vêm afetando. Com o declínio populacional ou extinção de inúmeras espécies valiosas para o homem como alimento, espera-se que se as emissões de gases estufa não cessarem num futuro muito breve, o aquecimento global provocará uma desestruturação nos ecossistemas mundiais em escala tão vasta, afetando da mesma forma os sistemas de produção alimentar agrícola e pecuária, que a sociedade passará a experimentar níveis de fome muito maiores dos que hoje já enfrenta, quando mais de 800 milhões de pessoas no mundo padecem de subnutrição crônica. Diante da escassez generalizada de recurso tão básico, espera-se que se intensifiquem os conflitos violentos entre as nações, que competirão por comida, a segurança social será abalada, a incidência de doenças aumentará, e a economia mundial sofrerá significativo declínio. Além disso, o aumento das temperaturas terá forte influência sobre o clima em geral, tornando-o mais imprevisível e desafiador, aumentando a ocorrência e a intensidade de desastres climáticos, como ondas de calor extremo, secas prolongadas, chuvas torrenciais e tufões devastadores. Esses efeitos combinados se reforçam mutuamente, amplificando ainda mais os impactos, que incidirão sobre as populações mais pobres com maior severidade, já que elas têm menor capacidade de se adaptarem, e também mais sobre as zonas urbanas do que sobre as rurais, em virtude da forte tendência atual de concentração da população nas cidades, que em geral estão despreparadas para enfrentar as mudanças e assim expõem um maior número de pessoas aos riscos aumentados.
Um estudo desenvolvido em 2012 por mais de 50 cientistas estimou que, à época, o aquecimento custava para o mundo diretamente mais de 1,2 trilhão de dólares ao ano, com tendência a aumentar esta conta, a Federação Internacional da Cruz Vermelha fez mais de 30 milhões de atendimentos em 2014 a vítimas de desastres naturais derivados do aquecimento global, e em 2010 os efeitos do problema causaram a morte de 5 milhões de pessoas.
Já é sabido também que a elevação da temperatura vai continuar além do ano de 2100 mesmo se as emissões cessarem agora, devido a um efeito retardado, e sabe-se que muitos dos efeitos secundários da elevação serão irreversíveis nos horizontes da presente civilização, pois os mecanismos naturais compensatórios levarão milhares de anos para devolver o mundo ao seu estado pré-industrial — mas isso se as emissões cessarem. Se não cessarem, os efeitos negativos se prolongarão por um tempo indeterminado. Se as piores previsões se concretizarem — o que cada dia parece mais provável em virtude da inação da sociedade — a biodiversidade mundial sofrerá perdas tão vastas que serão precisos muitos milhões de anos para a Terra recuperar um nível de riqueza biológica comparável ao que ela tem hoje, e que é uma das principais fontes diretas da riqueza e bem-estar das nações. O destino das futuras gerações está, portanto, diante de uma grave ameaça.
Em 2013 o presidente do Banco Mundial fez um apelo a todas as nações, dizendo que "as mudanças climáticas devem estar no topo da agenda internacional, pois o aquecimento global põe em risco qualquer desenvolvimento que for conseguido em outros setores, inclusive o econômico". O diretor do Centre National de la Recherche Scientifique (CNRS), Michael Löwy declarou que o enfrentamento dos problemas climáticos, assim como da questão ambiental em geral, requer uma mudança nos próprios fundamentos da economia, com alteração dos hábitos de consumo e da relação do homem com a natureza. Estas opiniões já são um consenso entre os especialistas no assunto.
Eles acrescentam que à medida que o tempo passa, os riscos decorrentes da negligência ou demora no enfrentamento deste desafio se tornam maiores, e quanto maior a demora, maiores se tornarão os custos para a resolução dos problemas. Eles advertem ainda que subsiste algum tempo para a sociedade reagir e evitar a materialização das projeções mais pessimistas, mas esse tempo se escoa dia a dia, e se nada for feito com energia e decisão em uma escala realmente mundial, num esforço coordenado entre todos os países e todos os estratos da sociedade, uma crise global de proporções nunca vistas será inevitável e irreversível. Já são muitos os estudos que declaram que as conclusões do IPCC, por mais graves que já sejam, são conservadoras, e os efeitos negativos previstos serão ainda piores, apontando para uma grande desestruturação da sociedade mundial, podendo por fim levar ao colapso da civilização como hoje a conhecemos, se a elevação contínua dos níveis de gases estufa não cessar. Nas palavras de Ban Ki-Moon, secretário-geral da ONU,
"As tendências atuais estão nos levando cada vez mais perto de potenciais pontos de ruptura, que reduziriam de maneira catastrófica a capacidade dos ecossistemas de prestarem seus serviços essenciais. Os pobres, que tendem a depender mais imediatamente deles, sofreriam primeiro e mais severamente. Estão em jogo os principais objetivos delineados nas Metas de Desenvolvimento do Milênio: segurança alimentar, erradicação da pobreza e uma população mais saudável".

## História da pesquisa científica sobre o efeito estufa
Jean-Baptiste Fourier, um físico e matemático francês nascido em 1768, foi o primeiro a formalizar uma teoria sobre o efeito estufa entre 1824 e 1827. Ele mostrou que o efeito de aquecimento do ar dentro das estufas de vidro, utilizadas para manter plantas de climas mais quentes no clima mais frio da Europa, se repetiria na atmosfera terrestre. Em 1860, o cientista britânico John Tyndall mediu a absorção de calor pelo dióxido de carbono e pelo vapor d'água. Ele foi o primeiro a introduzir a ideia que as grandes variações na temperatura média da Terra que produziriam épocas extremamente frias ou extremamente quentes, como as chamadas "idades do gelo" ou muito quentes (como a que ocorreu na época da transição do Cretáceo para o Terciário), poderiam ser devidas às variações da quantidade de dióxido de carbono na atmosfera.
No seguimento das pesquisas sobre o efeito estufa, o cientista sueco Svante Arrhenius, em 1896, calculou que a duplicação da quantidade de CO2 na atmosfera aumentaria a sua temperatura de 5 °C a 6 °C. Este número está bastante próximo do que está sendo calculado com os recursos científicos atuais. Os relatórios de avaliação do Intergovernmental Panel on Climate Change 2001 situam estes números entre 1,5 °C - melhor dos cenários e 4,5 °C - no pior, com uma concentração de cerca de 900 ppm de CO2 na atmosfera no ano de 2100. O passo seguinte na pesquisa foi dado por G. S. Callendar, na Inglaterra. Este pesquisador calculou o aquecimento devido ao aumento da concentração de CO2 pela queima de combustíveis fósseis, fenômeno que ficou conhecido como Efeito Callendar. Pesquisadores estadunidenses, no final da década de 1950 (século XX) observaram que, com o aumento de CO2 na atmosfera, os seres humanos estavam conduzindo um enorme (e perigoso) experimento geofísico.
A medição de variação do CO2 na atmosfera iniciou-se no final da década de 1950 no observatório de Mauna Loa no Havaí, depois que os Estados Unidos lançaram em seu primeiro satélite espacial (Explorer I) no Cinturão de Van Allen.